# Kvítkov (hrad)
Kvítkov je zřícenina hradu na západním okraji stejnojmenné vesnice v okrese Česká Lípa. Zbytky hradu postaveného na několika pískovcových skalních blocích v nadmořské výšce asi 315 metrů jsou od roku 1965 chráněny jako kulturní památka. Ve starší literatuře byla lokalita považovaná spíše za tvrz.

## Historie
O hradu se nedochovaly žádné písemné prameny. Málo početné archeologické nálezy datují existenci sídla na konec čtrnáctého nebo počátek patnáctého století, kdy vesnice patřila rodu Vlků z Kvítkova.

## Stavební podoba
Podoba a rozsah hradu jsou nejasné, protože byly výrazně změněny těžbou pískovce a pravděpodobně také stavbou mladší usedlosti. Pravděpodobně měl tři části. Jedno předhradí se studnou bývalo v místech usedlosti a druhé se nacházelo na jižním úpatí skalních útvarů. Hradní jádro zaujalo trojici největších skalních bloků a tvořila ho jediná třípodlažní budova. Její spodní části jsou částečně vysekané ve skále a obsahují valeně zaklenuté prostory, které byly využívány k provozním účelům. Obytné místnosti se nacházely až ve druhém patře. Do jedné z menších skal na jih od hradního jádra byl vytesán džbánovitý objekt, který pravděpodobně sloužil k uskladnění obilí.

## Přístup
Zbytky hradu jsou, s výjimkou částí na pozemku usedlosti čp. 13, volně přístupné. Vede kolem nich modře značená turistická trasa z Kvítkova na Skleněný vrch a do Zahrádek.